# Die Frau, die betrogen wurde
Die Frau, die betrogen wurde (Originaltitel: The Shooting of Dan McGrew) ist ein US-amerikanisches Stummfilmdrama aus dem Jahr 1924 von Clarence G. Badger mit Barbara La Marr und Lew Cody in den Hauptrollen. Der Film wurde von der Metro Pictures Corporation in den Verleih gebracht und basiert auf der Ballade Das Ende des Dan MacGrew von Robert W. Service.

## Handlung

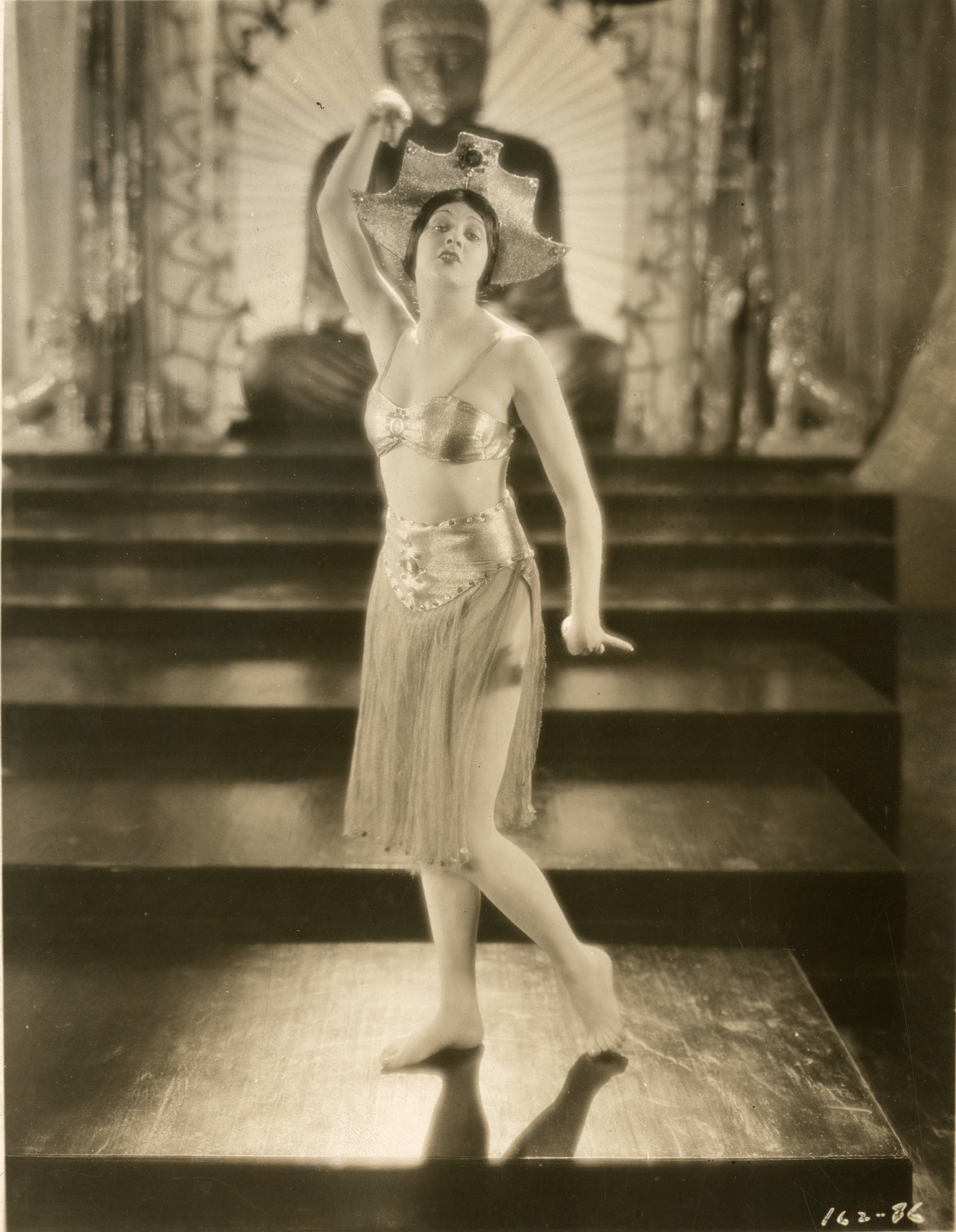
Szenenfoto mit Barbara La Marr

Obwohl die Tanzgruppe, deren Hauptdarstellerin sie ist, in Südamerika Erfolg hat, drängt Lou Lorraine ihren Mann Jim, sich für ihren zweijährigen Sohn eine andere Umgebung zu suchen. Als Dan McGrew anbietet, Lou auf die New Yorker Bühne zu bringen und Jim in einem Kampf besiegt, brennt sie mit ihm nach Alaska durch, wo sie als Lockvogel in der Malamute-Bar arbeitet. Als Jim erfährt, dass Lou von Dan hereingelegt wurde, folgt er ihnen zum Klondike und tötet McGrew. Mann, Frau und Kind sind wieder vereint.

## Hintergrund
Am 3. März 1923 wurde berichtet, dass Winifred Dunn zur Drehbuchautorin bei Metro Pictures Corp. ernannt worden war, was sie zur jüngsten Drehbuchautorin der Branche machte. Lon Chaney sr. und Willard Mack wurden im Februar 1923 als Barbara La Marrs Co-Stars genannt, allerdings blieben weder Chaney noch Mack bei dem Projekt. Produktionsleiter Arthur H. Sawyer kündigte später einen Wettbewerb an, bei dem die Kinobetreiber über die Besetzung dieses Films befragt werden sollten. Lew Cody erhielt angeblich die meisten Stimmen und wurde als Dan McGrew besetzt.
Ein Presseartikel vom 15. Dezember 1923 gab an, dass die Szenen im Norden in Alaska gedreht werden sollten. Am 2. Februar 1924 wurde jedoch bekannt gegeben, dass diese Szenen in Kanada gedreht werden sollten. Es konnte jedoch nicht festgestellt werden, ob dort überhaupt gedreht wurde. Die Eröffnungsszenen des Films wurden auf Santa Catalina Island vor der Küste von Los Angeles gedreht. Die restliche Produktion fand im Metro-Studio an der in Hollywood statt. Die Dreharbeiten endeten im März 1924.
Schon 1915 produzierte Metro Pictures eine Filmadaption von Services Ballade. In einem Vergleich beider Versionen stellte sich heraus, dass der Film von 1915 sich stärker an das Originalgedicht hielt, während die Version von 1924 beträchtliche Ausschmückungen hinzufügte.
Max Rée war für das Kostümbild zuständig. 

## Veröffentlichung
Die Premiere des Films fand am 31. März 1924 statt. 1925 kam er im Deutschen Reich und in Österreich, hier unter dem Titel Besiegte Dämonen in die Kinos.